# ヤマハマリン
ヤマハマリン株式会社は、静岡県浜松市南区（現在の中央区）に本社を置いていたマリンエンジンメーカー。

## 沿革
- 1953年8月 自動車部品製造会社「合資会社三信鉄工所」を創業。
- 1960年2月 合資会社三信鉄工所より分離独立「三信工業株式会社」を設立。
- 1969年8月 ヤマハ発動機グループの傘下へ入る。
- 1989年6月 倉松工業株式会社を吸収合併。
- 1997年4月 ISO9002認証を取得。
- 1999年4月 ISO9001認証を取得。
- 2000年4月 ISO14001認証を取得。
- 2002年10月 ISO9001:2000年版へ更新。
- 2003年4月 商号を「ヤマハマリン株式会社」に変更。
- 2009年1月1日 ヤマハ発動機株式会社に吸収合併される。

## 事業所
所在地は廃止当時。
- 本社（静岡県浜松市南区新橋町）
- 工場
  - 倉松工場（静岡県浜松市南区倉松町）
  - 新居工場（静岡県湖西市）
  - 河輪工場（静岡県浜松市南区三新町）
  - 天竜工場（静岡県磐田市天竜）
  - 袋井工場（静岡県袋井市新池）
  - MBK工場（フランス）
  - YMDA工場（ブラジル）
- テスト場
  - 浜名湖テスト場（静岡県湖西市）
  - 蒲郡テスト場（愛知県蒲郡市）
  - アラバマテストコース（アメリカ）

## 主な製品
- 船外機
- ウォータービークル
- ディーゼルエンジン

## 関連会社
- ヤマハ熊本プロダクツ株式会社